# Abraham León
Abraham León (Varsovia, Polonia 1918-Auschwitz, Alemania nazi 1944) (nacido Abraham Wejnstok) fue un activista y teórico trotskista judío.

## Biografía
Nacido en Varsovia, su familia pronto decidió mudarse a Bélgica, donde creció. León se convirtió en miembro, y luego dirigente, de la sección belga de Hashomer Hatzair, el ala izquierda del movimiento juvenil sionista. En 1940, tras el comienzo de la Segunda Guerra Mundial, León abandonó el sionismo y se hizo marxista, uniéndose a la sección belga de la Cuarta Internacional, donde llegó a ser un dirigente de la lucha contra la ocupación nazi y el militarismo de Winston Churchill, llamando a los trabajadores belgas a desconfiar de ambos bandos y luchar desde su propia perspectiva de clase para convertir la guerra en una revolución socialista, en un esquema similar al aplicado por Lenin en Rusia durante la Primera Guerra Mundial. 
Con sólo 26 años escribió Concepción materialista de la cuestión judía, una obra que utiliza el análisis marxista para abordar la problemática social y económica de los judíos en la historia.
Capturado por los nazis en junio de 1944, fue deportado al campo de concentración de Auschwitz, donde murió en septiembre de ese año. 

## Obras
- Concepción materialista de la cuestión judía